# Hibiscus lonchosepalus
Hibiscus lonchosepalus är en malvaväxtart som beskrevs av Bénédict Pierre Georges Hochreutiner. Hibiscus lonchosepalus ingår i Hibiskussläktet som ingår i familjen malvaväxter. Inga underarter finns listade i Catalogue of Life.